# 春與夏
《春與夏》，為NHK的開播80週年慶紀念作品，於2005年10月2日至10月6日播出的5夜連續電視劇。描寫了日本昭和初期移民至巴西的一家和因為砂眼感染為由被迫留在日本的小女兒，以及巴西二戰前、戰中、戰後復興期的日本雙方的苦難歷史。
另外，這部作品曾被住在巴西聖保羅市的日本人影像作家公開質問「本作是否抄襲了我的作品？」，但NHK至今仍未給予令他本人滿意的答覆。

## 海外播出
- 台灣 - 2008年 （台視）[1]

## 演出者

### 現代篇
- 高倉春：森光子 - 為了尋找移民巴西時被分散的妹妹夏，事隔70年後來到日本。
- 高倉大和：今井翼 - 春的孫子。為了到日本大學讀書而到日本，並幫忙春尋找夏。柔道黑帶。
- 山邊照彥：西田健 - 夏的長子。
- 山邊公彥：中丸新將 - 夏的二男。
- 中原稻：野村昭子 - 春與夏的堂妹。將其母金（夏的嬸嬸）藏起來的春致夏的信交給了夏。
- 中原實佐：泉平子 - 稻的女兒。
- 中內金太：北村和夫 - 夏的青梅竹馬。
- 川村勉：梅野泰靖 - 夏的青梅竹馬。
- 山邊夏：野際陽子 - 北王製菓社長。認為被巴西移民後音訊全無的雙親和姊姊給遺棄了。

### 昭和篇
- 高倉（山邊）夏：仲間由紀惠（幼少期：志田未來）
- 高倉春：米倉涼子（幼少期：齊藤奈奈）
- 高倉忠次：村田雄浩 - 春與夏的父親。
- 高倉靜：姿晴香 - 春與夏的母親。
- 高倉茂：小林宏至 - 春與夏的兄長。因瘧疾病死。
- 高倉實：椿直 - 春與夏的兄長。回日本後，進入特攻隊並戰死。
- 高倉洋三（叔叔）：吉見一豊
- 高倉清（嬸嬸）：水町領子
- 高倉與作（伯伯）：田山涼成
- 高倉金（伯母）：根岸季衣
- 高倉忍（奶奶）：渡邊美佐子

- 栗田彥次（最初遷進農場定居時的幹事）：德井優
- 山下平造（移民同伴）：齊籐洋介
- 山下拓也（平造的兒子，之後成了春的丈夫）：桑原匠吾→高嵨政宏
- 中山耕太郎（殖民地日本人會會長）：柄本明
- 中山時（耕太郎之妻）：由紀沙織
- 中山隆太（耕太郎之子）：岡田義德

- 海野（海軍中佐）：石橋凌
- 中內金太（夏的伙伴）：小橋賢兒
- 川村勉（夏的伙伴）：松本實
- 喬治原田（日系二世美國人）：大森南朋
- 山邊康夫（夏的丈夫）：北村一輝
- 德治（養牛老人）：井川比佐志
- 律子（夏工廠的職員）：原千晶
- 愛子（夏工廠的職員）：遊井亮子

## 工作人員
- 原作、編劇：橋田壽賀子
- 製作統籌：金澤宏次、阿部康彥
- 導演：佐籐峰世

## サブタイトル
| 各話  | 放送日                | 中文標題               | 關東地區 | 關西地區 |
| ----- | --------------------- | ---------------------- | -------- | -------- |
| 第1話 | 2005年10月2日（90分） | 姊妹                   | 18.1%    |          |
| 第2話 | 2005年10月3日（75分） | 分別於北和南的大地     | 17.4%    | 16.7%    |
| 第3話 | 2005年10月4日（75分） | 流離的青春             | 18.8%    | 18.5%    |
| 第4話 | 2005年10月5日（75分） | 日本啊・命運的愛和悲哀 | 19.1%    | 18.0%    |
| 第5話 | 2005年10月6日（75分） | 前往巴西               | 18.5%    | 19.2%    |

平均收視率:關東地區:18.4%
平均收視率:關西地區:18.0%[只有四回平均]
※12月5日至9日於NHK衛星高畫質重播。

　於美國等地透過日本衛視於當地時間12月26日～30日播出。

## 外部連結
- 日本官方網站
- 巴西網站（日系社會）

檢查證明・NHK抄襲嫌疑
採訪筆記　關於NHK抄襲嫌疑